# 519년

## 연호
- 남량(南梁) 천감(天監) 18년
- 북위(北魏) 신귀(神龜) 2년

## 기년
- 남량(南梁) 무제(武帝) 18년
- 북위(北魏) 효명제(孝明帝) 4년
- 신라(新羅) 법흥왕(法興王) 6년
- 고구려(高句麗) 문자명왕(文咨明王) 29년 / 안장왕(安臧王) 원년
- 백제(百濟) 무령왕(武寧王) 19년

## 사건
- 고구려, 문자명왕이 세상을 떠나고 아들 흥안이 안장왕으로 왕의 자리에 오름.

## 사망
- 고구려(高句麗) 21대 국왕 문자명왕(文咨明王)